# El costo de la vida (canción)
«El costo de la vida» es el título de una canción interpretada por el cantautor y músico dominicano Juan Luis Guerra lanzada como el tercer sencillo de su sexto álbum de estudio Areito (1992). El tema cuenta con la colaboración del famoso músico congoleño Diblo Dibala en la guitarra y es una versión en español de su propia canción soukous "Kimia Eve". La letra de la canción hace referencia a la pobreza, la corrupción y los bajos estándares de vida en América Latina. Además, hace referencias sobre las malas condiciones en muchos países latinoamericanos, la celebración del 5°to centenario del 'descubrimiento' de América y la doble moral de las naciones del primer mundo. El video musical fue prohibido en varios países por ser gráfico y generó cierta controversia debido a que muchos consideraron que la letra de la canción tenía tendencias anticapitalistas.
«El costo de la vida» es uno de los mayores éxitos de Guerra y fue su primera canción número uno en la lista de Billboard  Hot Latin Tracks. También el primer número de una canción de merengue en encabezar esa lista. La pista también llegó a los principales mercados de América Latina, incluidos República Dominicana y Puerto Rico. Además, la canción recibió elogios de la crítica y ganó el premio a Canción tropical/salsa del año en la 5.ª entrega anual de los Premios Lo Nuestro. El video musical fue nominado a Video de la Gente - MTV Internacional en los MTV Video Music Awards 1993 y a Video del Año en la 5.ª Entrega Anual de los Premios Lo Nuestro en el año 1993. El video ganó el premio al Mejor Video Musical en los Premios Soberano de 1993. La pista se incluyó en el álbum de grandes éxitos de Guerra Grandes Éxitos de Juan Luis Guerra y 440 .

## Recepción de la crítica
A pesar de la controversia en torno al video musical y la letra, la pista recibió elogios de los críticos. "Jason Birchmeier" de Allmusic en su reseña del álbum Areito de Guerra, afirmó que "El Costo de la Vida", el mayor éxito del álbum y el primero en alcanzar el número uno en la lista Billboard Hot Latin Tracks, es una canción ingeniosa con un agudo tono sociopolítico diferente a todo lo que Guerra había escrito hasta la fecha, y mucho menos lanzado como sencillo.
Por otro lado, Enrique Lopetegui de Los Angeles Times elogió la letra de la canción y escribió que  "El costo de la vida", contiene un fuerte mensaje político/humanitario.

## Lista de canciones
1. El Costo De La Vida – 4:09[12]
2. Ojala Que Llueva Café – 4:10
3. Burbujas de amor – 4:13

## Listas
| Listas (1993)                   | Posición |
| ------------------------------- | -------- |
| Chile Airplay (UPI)             | 7        |
| U.S. Billboard Hot Latin Tracks | 1        |
| Venezuela Airplay               | 1        |

## Sucesiones
| Predecesor: Castillo azul de Ricardo Montaner | U.S. Billboard Hot Latin Tracks — Sencillo N°. 1 20 de febrero de 1993 - 26 de febrero de 1993 | Sucesor: Cree en nuestro amor de Jon Secada |